# 전길수
전길수(全吉壽, 출생년 1959년 1월 1일 ~ )는 조선민주주의인민공화국의 정치인이다. 전 내각 철도상 겸 조선로동당 중앙위원회 정치국 위원이다. 최고인민회의 제13기 대의원이다.

## 경력
2002년 1월 철도성 수송지휘국 1부국장을 거쳐, 2003년 철도성 2부국장을 역임했다. 2004년 철도성 수송지휘국장, 2005년 철도성 참모장 을 차례로 지낸 후 2008년 10월 이후 내각 철도상을 맡고 있다. 2010년 9월, 조선로동당 중앙위원회 위원에 선임되었다.    
2015년 7월 철도상에서 해임되었다 (후임: 장혁).

## 최고인민회의 대의원
2009년 4월 최고인민회의 제12기 대의원으로 선출되었다. 2014년 3월 최고인민회의 제13기 대의원으로 선출되었다.

## 기타
2008년 박성철, 2010년 조명록, 2011년 김정일 사망 당시에 국가장의위원회 위원을 맡았다.